# 小行星列表/143801-143900
| 名稱         | 臨時編號   | 發現日期       | 發現地點   | 發現者                         |
| ------------ | ---------- | -------------- | ---------- | ------------------------------ |
| 小行星143801 | 2003 WR116 | 2003年11月20日 | 索科罗     | 林肯近地小行星研究小组         |
| 小行星143802 | 2003 WV117 | 2003年11月20日 | 索科罗     | 林肯近地小行星研究小组         |
| 小行星143803 | 2003 WA119 | 2003年11月20日 | 索科罗     | 林肯近地小行星研究小组         |
| 小行星143804 | 2003 WE119 | 2003年11月20日 | 索科罗     | 林肯近地小行星研究小组         |
| 小行星143805 | 2003 WZ122 | 2003年11月20日 | 索科罗     | 林肯近地小行星研究小组         |
| 小行星143806 | 2003 WD123 | 2003年11月20日 | 索科罗     | 林肯近地小行星研究小组         |
| 小行星143807 | 2003 WY126 | 2003年11月20日 | 索科罗     | 林肯近地小行星研究小组         |
| 小行星143808 | 2003 WG127 | 2003年11月20日 | 索科罗     | 林肯近地小行星研究小组         |
| 小行星143809 | 2003 WN127 | 2003年11月20日 | 索科罗     | 林肯近地小行星研究小组         |
| 小行星143810 | 2003 WR127 | 2003年11月20日 | 索科罗     | 林肯近地小行星研究小组         |
| 小行星143811 | 2003 WE130 | 2003年11月21日 | 索科罗     | 林肯近地小行星研究小组         |
| 小行星143812 | 2003 WW131 | 2003年11月19日 | 可可尼诺县 | 洛厄尔天文台近地小行星搜寻计划 |
| 小行星143813 | 2003 WO136 | 2003年11月21日 | 索科罗     | 林肯近地小行星研究小组         |
| 小行星143814 | 2003 WP136 | 2003年11月21日 | 索科罗     | 林肯近地小行星研究小组         |
| 小行星143815 | 2003 WR136 | 2003年11月21日 | 索科罗     | 林肯近地小行星研究小组         |
| 小行星143816 | 2003 WC137 | 2003年11月21日 | 索科罗     | 林肯近地小行星研究小组         |
| 小行星143817 | 2003 WJ137 | 2003年11月21日 | 索科罗     | 林肯近地小行星研究小组         |
| 小行星143818 | 2003 WF138 | 2003年11月21日 | 索科罗     | 林肯近地小行星研究小组         |
| 小行星143819 | 2003 WJ138 | 2003年11月21日 | 索科罗     | 林肯近地小行星研究小组         |
| 小行星143820 | 2003 WS139 | 2003年11月21日 | 索科罗     | 林肯近地小行星研究小组         |
| 小行星143821 | 2003 WR141 | 2003年11月21日 | 索科罗     | 林肯近地小行星研究小组         |
| 小行星143822 | 2003 WC142 | 2003年11月21日 | 索科罗     | 林肯近地小行星研究小组         |
| 小行星143823 | 2003 WU142 | 2003年11月21日 | 索科罗     | 林肯近地小行星研究小组         |
| 小行星143824 | 2003 WX145 | 2003年11月21日 | 索科罗     | 林肯近地小行星研究小组         |
| 小行星143825 | 2003 WK147 | 2003年11月23日 | 基特峰     | 太空监视                       |
| 小行星143826 | 2003 WH148 | 2003年11月24日 | 可可尼诺县 | 洛厄尔天文台近地小行星搜寻计划 |
| 小行星143827 | 2003 WM150 | 2003年11月24日 | 可可尼诺县 | 洛厄尔天文台近地小行星搜寻计划 |
| 小行星143828 | 2003 WP150 | 2003年11月24日 | 可可尼诺县 | 洛厄尔天文台近地小行星搜寻计划 |
| 小行星143829 | 2003 WP151 | 2003年11月19日 | 索科罗     | 林肯近地小行星研究小组         |
| 小行星143830 | 2003 WV152 | 2003年11月26日 | 索科罗     | 林肯近地小行星研究小组         |
| 小行星143831 | 2003 WH157 | 2003年11月30日 | 索科罗     | 林肯近地小行星研究小组         |
| 小行星143832 | 2003 WQ159 | 2003年11月29日 | 卡特林那   | 卡特林那巡天系统               |
| 小行星143833 | 2003 WB161 | 2003年11月30日 | 基特峰     | 太空监视                       |
| 小行星143834 | 2003 WV167 | 2003年11月19日 | 帕洛马山   | 近地小行星追踪                 |
| 小行星143835 | 2003 WG181 | 2003年11月20日 | 索科罗     | 林肯近地小行星研究小组         |
| 小行星143836 | 2003 XL1   | 2003年12月1日  | 基特峰     | 太空监视                       |
| 小行星143837 | 2003 XO7   | 2003年12月1日  | 索科罗     | 林肯近地小行星研究小组         |
| 小行星143838 | 2003 XT7   | 2003年12月3日  | 索科罗     | 林肯近地小行星研究小组         |
| 小行星143839 | 2003 XL16  | 2003年12月14日 | 帕洛马山   | 近地小行星追踪                 |
| 小行星143840 | 2003 XA18  | 2003年12月14日 | 基特峰     | 太空监视                       |
| 小行星143841 | 2003 XN20  | 2003年12月14日 | 基特峰     | 太空监视                       |
| 小行星143842 | 2003 XY24  | 2003年12月1日  | 索科罗     | 林肯近地小行星研究小组         |
| 小行星143843 | 2003 XG36  | 2003年12月3日  | 索科罗     | 林肯近地小行星研究小组         |
| 小行星143844 | 2003 XW37  | 2003年12月4日  | 索科罗     | 林肯近地小行星研究小组         |
| 小行星143845 | 2003 XT38  | 2003年12月4日  | 索科罗     | 林肯近地小行星研究小组         |
| 小行星143846 | 2003 YA3   | 2003年12月16日 | 可可尼诺县 | 洛厄尔天文台近地小行星搜寻计划 |
| 小行星143847 | 2003 YO4   | 2003年12月17日 | 基特峰     | 太空监视                       |
| 小行星143848 | 2003 YZ5   | 2003年12月16日 | 可可尼诺县 | 洛厄尔天文台近地小行星搜寻计划 |
| 小行星143849 | 2003 YG6   | 2003年12月17日 | 索科罗     | 林肯近地小行星研究小组         |
| 小行星143850 | 2003 YV6   | 2003年12月17日 | 索科罗     | 林肯近地小行星研究小组         |
| 小行星143851 | 2003 YK7   | 2003年12月17日 | 帕洛马山   | 近地小行星追踪                 |
| 小行星143852 | 2003 YR7   | 2003年12月20日 | Nashville  | R. Clingan                     |
| 小行星143853 | 2003 YX7   | 2003年12月20日 | 索科罗     | 林肯近地小行星研究小组         |
| 小行星143854 | 2003 YT8   | 2003年12月19日 | 索科罗     | 林肯近地小行星研究小组         |
| 小行星143855 | 2003 YC9   | 2003年12月20日 | 索科罗     | 林肯近地小行星研究小组         |
| 小行星143856 | 2003 YN10  | 2003年12月17日 | 索科罗     | 林肯近地小行星研究小组         |
| 小行星143857 | 2003 YU11  | 2003年12月17日 | 索科罗     | 林肯近地小行星研究小组         |
| 小行星143858 | 2003 YH12  | 2003年12月17日 | 索科罗     | 林肯近地小行星研究小组         |
| 小行星143859 | 2003 YD13  | 2003年12月17日 | 可可尼诺县 | 洛厄尔天文台近地小行星搜寻计划 |
| 小行星143860 | 2003 YL13  | 2003年12月17日 | 可可尼诺县 | 洛厄尔天文台近地小行星搜寻计划 |
| 小行星143861 | 2003 YP13  | 2003年12月17日 | 卡特林那   | 卡特林那巡天系统               |
| 小行星143862 | 2003 YW13  | 2003年12月17日 | 卡特林那   | 卡特林那巡天系统               |
| 小行星143863 | 2003 YC15  | 2003年12月17日 | 索科罗     | 林肯近地小行星研究小组         |
| 小行星143864 | 2003 YN15  | 2003年12月17日 | 索科罗     | 林肯近地小行星研究小组         |
| 小行星143865 | 2003 YG16  | 2003年12月17日 | 可可尼诺县 | 洛厄尔天文台近地小行星搜寻计划 |
| 小行星143866 | 2003 YH16  | 2003年12月17日 | 可可尼诺县 | 洛厄尔天文台近地小行星搜寻计划 |
| 小行星143867 | 2003 YZ16  | 2003年12月17日 | 帕洛马山   | 近地小行星追踪                 |
| 小行星143868 | 2003 YA18  | 2003年12月16日 | 可可尼诺县 | 洛厄尔天文台近地小行星搜寻计划 |
| 小行星143869 | 2003 YM20  | 2003年12月17日 | 基特峰     | 太空监视                       |
| 小行星143870 | 2003 YO22  | 2003年12月18日 | 索科罗     | 林肯近地小行星研究小组         |
| 小行星143871 | 2003 YK23  | 2003年12月17日 | 索科罗     | 林肯近地小行星研究小组         |
| 小行星143872 | 2003 YU23  | 2003年12月17日 | 可可尼诺县 | 洛厄尔天文台近地小行星搜寻计划 |
| 小行星143873 | 2003 YC24  | 2003年12月17日 | 索科罗     | 林肯近地小行星研究小组         |
| 小行星143874 | 2003 YO24  | 2003年12月17日 | 基特峰     | 太空监视                       |
| 小行星143875 | 2003 YR24  | 2003年12月17日 | 基特峰     | 太空监视                       |
| 小行星143876 | 2003 YE26  | 2003年12月18日 | 索科罗     | 林肯近地小行星研究小组         |
| 小行星143877 | 2003 YF26  | 2003年12月18日 | 索科罗     | 林肯近地小行星研究小组         |
| 小行星143878 | 2003 YG27  | 2003年12月16日 | 伊德里亚   | Črni Vrh                       |
| 小行星143879 | 2003 YV27  | 2003年12月17日 | 索科罗     | 林肯近地小行星研究小组         |
| 小行星143880 | 2003 YZ28  | 2003年12月17日 | 帕洛马山   | 近地小行星追踪                 |
| 小行星143881 | 2003 YO29  | 2003年12月17日 | 基特峰     | 太空监视                       |
| 小行星143882 | 2003 YP29  | 2003年12月17日 | 基特峰     | 太空监视                       |
| 小行星143883 | 2003 YB32  | 2003年12月18日 | 基特峰     | 太空监视                       |
| 小行星143884 | 2003 YD34  | 2003年12月17日 | 基特峰     | 太空监视                       |
| 小行星143885 | 2003 YW34  | 2003年12月18日 | 索科罗     | 林肯近地小行星研究小组         |
| 小行星143886 | 2003 YE35  | 2003年12月18日 | 海勒卡拉   | 近地小行星追踪                 |
| 小行星143887 | 2003 YJ36  | 2003年12月18日 | 索科罗     | 林肯近地小行星研究小组         |
| 小行星143888 | 2003 YL40  | 2003年12月19日 | 基特峰     | 太空监视                       |
| 小行星143889 | 2003 YR40  | 2003年12月19日 | 基特峰     | 太空监视                       |
| 小行星143890 | 2003 YE43  | 2003年12月19日 | 基特峰     | 太空监视                       |
| 小行星143891 | 2003 YP43  | 2003年12月19日 | 索科罗     | 林肯近地小行星研究小组         |
| 小行星143892 | 2003 YU43  | 2003年12月19日 | 索科罗     | 林肯近地小行星研究小组         |
| 小行星143893 | 2003 YS44  | 2003年12月19日 | 基特峰     | 太空监视                       |
| 小行星143894 | 2003 YT45  | 2003年12月17日 | 索科罗     | 林肯近地小行星研究小组         |
| 小行星143895 | 2003 YY50  | 2003年12月18日 | 索科罗     | 林肯近地小行星研究小组         |
| 小行星143896 | 2003 YN55  | 2003年12月19日 | 索科罗     | 林肯近地小行星研究小组         |
| 小行星143897 | 2003 YV55  | 2003年12月19日 | 索科罗     | 林肯近地小行星研究小组         |
| 小行星143898 | 2003 YG56  | 2003年12月19日 | 索科罗     | 林肯近地小行星研究小组         |
| 小行星143899 | 2003 YK56  | 2003年12月19日 | 索科罗     | 林肯近地小行星研究小组         |
| 小行星143900 | 2003 YJ58  | 2003年12月19日 | 索科罗     | 林肯近地小行星研究小组         |